# 君士坦丁·科穆宁·杜卡斯
君士坦丁·科穆宁·杜卡斯（羅馬化：Kōnstantinos Komnēnos Doukas；约1172– 1242年后），通常简称君士坦丁·杜卡斯，是拜占庭帝国至尊者约翰·杜卡斯之子，伊庇鲁斯专制国建立者米海尔及第二任君主狄奥多尔之兄。君士坦丁后得到了埃托里亚和阿卡纳尼亚的领地，被授予了“专制君主”的头衔，他统治这两地直到去世。

## 生平
关于君士坦丁的早期经历的记载不多。他出生于约1172年，是约翰·杜卡斯与其第二任妻子佐伊·杜卡伊娜（Zoe Doukaina）的长子。在1204年4月12日第四次十字军攻陷君士坦丁堡前夕，有一个名叫君士坦丁·杜卡斯的人与君士坦丁·拉斯卡里斯竞争皇位，他可能就是君士坦丁·科穆宁·杜卡斯。可确定的是，1208年，他陪同被废黜，流亡在伊庇鲁斯宫廷的阿莱克修斯三世皇帝前往罗姆苏丹国，试图夺取尼西亚帝国，但尽管有着突厥人的支援，阿莱克修斯还是在门雷德斯河畔安条克战役中被彻底击败。

### 埃托利亚和阿卡纳尼亚的统治者
战后君士坦丁回到伊庇鲁斯，一段时间之后（很可能是在弟弟狄奥多尔1215年继承伊庇鲁斯专制国之后），他被授予了以纳夫帕克托斯为首府的埃托里亚和阿卡纳尼亚两块领地。1216年，他参与了狄奥多尔与保加利亚的战斗。君士坦丁的统治很成功，他从拉丁人手中夺回了拉米亚和尼奥帕特拉斯，但他与纳夫帕克托斯的主教约翰·阿波考科斯产生了冲突，这损害了他的威信，后者指责他是个横征暴敛的暴君；最终约翰在1220年被迫辞职，并被放逐；1221年5月，一次宗教会议得以召开，许多来自希腊、伊庇鲁斯的高级代表出席会议，在会上君士坦丁与约翰达成了和解。之后，两人的关系变得融洽，约翰甚至发表了赞扬君士坦丁功绩的演说辞。
1225年，狄奥多尔在塞萨洛尼基称帝，君士坦丁和他的另外一个兄弟曼努埃尔随即被授予“专制君主”的头衔。他再此之后的事迹十分模糊：他可能没有参加狄奥多尔与保加利亚进行的科洛科特尼扎战役（1230年），此战中狄奥多尔兵败被俘；之后曼努埃尔继承皇位，君士坦丁对他保持效忠，继续统治埃托利亚和阿卡纳尼亚；而1237年狄奥多尔被保加利亚释放，君士坦丁又帮助他推翻了曼努埃尔，重新掌握塞萨洛尼基；1242年，君士坦丁最后一次出现在历史记载中，他可能就在此后不久去世。

## 家庭
他的婚姻、家庭情况未知。

## 脚注
1. 1 2 3  Polemis 1968，第91頁.
2. 1 2 3  Varzos 1984，第657頁.
3. ↑  Varzos 1984，第656頁.
4. ↑  Varzos 1984，第664頁.
5. ↑  Varzos 1984，第565頁.
6. ↑  Varzos 1984，第658–661頁.
7. ↑  Varzos 1984，第661–662頁.
8. ↑  Varzos 1984，第662頁.
9. ↑  Varzos 1984，第663頁.
10. ↑  Varzos 1984，第663–664頁.